# Familia Mann
La Familia Mann es una familia de comerciantes, intelectuales y literatos alemanes proveniente de Lübeck con origen en la Liga Hanseática. 
La historia de la familia comienza en el siglo XV en Núremberg.  Johann Siegmund Mann provino de Mecklenburg a Lübeck donde fundó la firma Johann Siegmund Mann, Commissions- und Speditionsgeschäft.
El Premio Nobel Thomas Mann casó con Katia Pringsheim, proveniente de la familia de comerciantes judíos Pringsheim de Silesia. 

## Notables
1. Johann Siegmund Mann (1761–1848) —casó con Anna Catharina Grotjan (1766–1842)
  1. Johann Siegmund Mann jr. (1797–1863) — casó con Emilie Wunderlich (1806–1833), y luego Elisabeth Marty (1811–1890)
    1. Marie Elisabeth Amalia Mann (1838–1917) y Ernst Elfeld (1829-1912) 
      1. Olga Catharina Elisabeth Elfeld
      2. Siegmund Christian Carl Elfeld
      3. Alice Haag
      4. Ewald Siegmund Henry Haag

    2. Johannes Mann (1842–1844)
    3. Olga Marie Mann (1845–1886) y Gustav Sievers
    4. Friedrich Wilhelm Lebrecht Mann (1847–1926)
    5. Thomas Johann Heinrich Mann (1840–1891) — y Julia da Silva-Bruhns (1851–1923)
      1. Luiz Heinrich Mann (1871–1950) con Maria Kanová (1886–1947), y en 1939 con Nelly Kröger (1898-1944) 
        1. Carla Maria Henriette Leonie Mann (1916–1986) con Ludvík Aškenazy (1921–1986) 
          1. Jindřich Mann-Aškenazy (*1948)
          2. Ludvik Mann-Aškenazy (*1956)

      2. Paul Thomas Mann (1875–1955) con Katharina „Katia“ Pringsheim (1883–1980)
        1. Erika Mann (1905–1969) con Gustaf Gründgens (1899–1963) —y con Wystan H. Auden (1907–1973)
        2. Klaus Mann (1906–1949)
        3. Gottfried Golo Mann (1909–1994) 
          1. Hans Beck-Mann (Adoptivo) († 1986)

        4. Monika Mann (1910–1992) —con Jenö Lányi   (1902–1940)
        5. Elisabeth Mann Borgese (1918–2002) — con Giuseppe Antonio Borgese (1882–1952) 
          1. Angelica Borgese (* 1940) — Médica
          2. Dominica Borgese (* 1944) — Bióloga

        6. Michael Thomas Mann (1919–1977) con Gret Moser (1916–2007) 
          1. Fridolin „Frido“ Mann (* 1940) — con Christine Heisenberg
            1. Stefan Mann (* 1968) — con Kristina Zschigner (*1968)
              1. Lukas (oder Lukacz) Mann (* 1994)
              2. Julia Mann (* 1996)
              3. Konstantin Mann (* 1998)

          2. Anthony Mann (* 1942)
          3. Raju Mann (Adoptiva) (* 1963)

      3. Julia Elisabeth Therese Mann (1877–1927) y Dr. Josef Löhr (1862–1922) 
        1. Eva Maria Elisabeth Löhr (1901–1968) y Hans Bohnenberger (1901–1989)
        2. Rosa Marie Julia Löhr (1907–1994)  y Friedrich Alder (1914–1942)
        3. Ilse Marie Julia Löhr (* 1907) —

      4. Carla Augusta Olga Maria Mann (1881–1910) —
      5. Karl Viktor Mann (1890–1949) — con Magdalena Nelly Kilian (1895–1962)

## Literatura selecta
- Naumann, Uwe (Hrsg.): Die Kinder der Manns. Ein Familienalbum. Reinbek, 2005. ISBN 3-498-04688-8
- Stübbe, Michael: Die Manns. Genealogie einer deutschen Schriftstellerfamilie. Degener & Co, 2004. ISBN 3-7686-5189-4
- Marianne Krüll: Im Netz der Zauberer. Fischer, 1999. ISBN 3-596-11381-4
- Hans Wißkirchen: Die Familie Mann. Rowohlt, 1999. ISBN 3-499-50630-0
- Jindrich Mann: "Prag, poste restante. Eine unbekannte Geschichte der Familie Mann". Rowohlt Verlag 2007. ISBN 3-498-04500-8
- Die Manns – Genealogie einer deutschen Schriftstellerfamilie Deutsches Familienarchiv Bd. 145, Insingen 2005. ISBN 3-7686-5188-6

## Película
- Die Manns – Ein Jahrhundertroman (Los Mann, novela del siglo) de Heinrich Breloer, 2001. con Armin Mueller-Stahl, Monica Bleibtreu, Sebastian Koch, Elisabeth Mann Borgese, Veronica Ferres, etc.[1]